# Бэнкс, Эдгар Джеймс
Э́дгар Джеймс Бэнкс (англ. Edgar James Banks; 23 мая 1866 — 5 мая 1945) — американский дипломат, антиквар и археолог.

## Биография
Родился 23 мая 1866 года. Учился в Гарвардском университет и университете Бреслау. Увлёкся археологией и собиранием древностей в конце существования Османской империи, по одной из версии является прототипом персонажа Индиана Джонс. В 1898 году был на посту американского консула в Багдаде, приобретя несколько сотен клинописных табличек продал их в коллекции небольших музеев, библиотек, университетов в Юте и Юго-Западе США. Таблички были найдены на месте древнего города Гирсу и центральной Месопотамии. Вызов древностей был прекращён после 8-го закона Османской империи о древностях.
В 1912 году опубликовал книгу о раскопках в древнем городе Адаб, на территории нынешнего города Эд-Дивания. Книга содержит отчёты о раскопах и открытие строений до эпохи шумерского правителя Ур-Намму. Не смотря на финансирование раскопок в городе Ур, экспедиции было отказано в раскопках Вавилона и Кута. В 1909 году занял пост профессора в Университете Толедо.
После окончания Первой мировой войны путешествовал и читал циклы лекций, клинописные таблички купленные Бэнксом находятся в собрании Музее науки Миннесоты и Миннесотском университете. Продал табличку Plimpton 322, раскопанную на территории Ирака, Джорджу Артуру Плимптону. Находилась в частной коллекции, после смерти Плимптона — Колумбийский университет. Взобрался на вершину горы Арарат в поисках ноево ковчега. После поездки в Юстис, штат Флорида остался там жить.